# Marxismo y religión

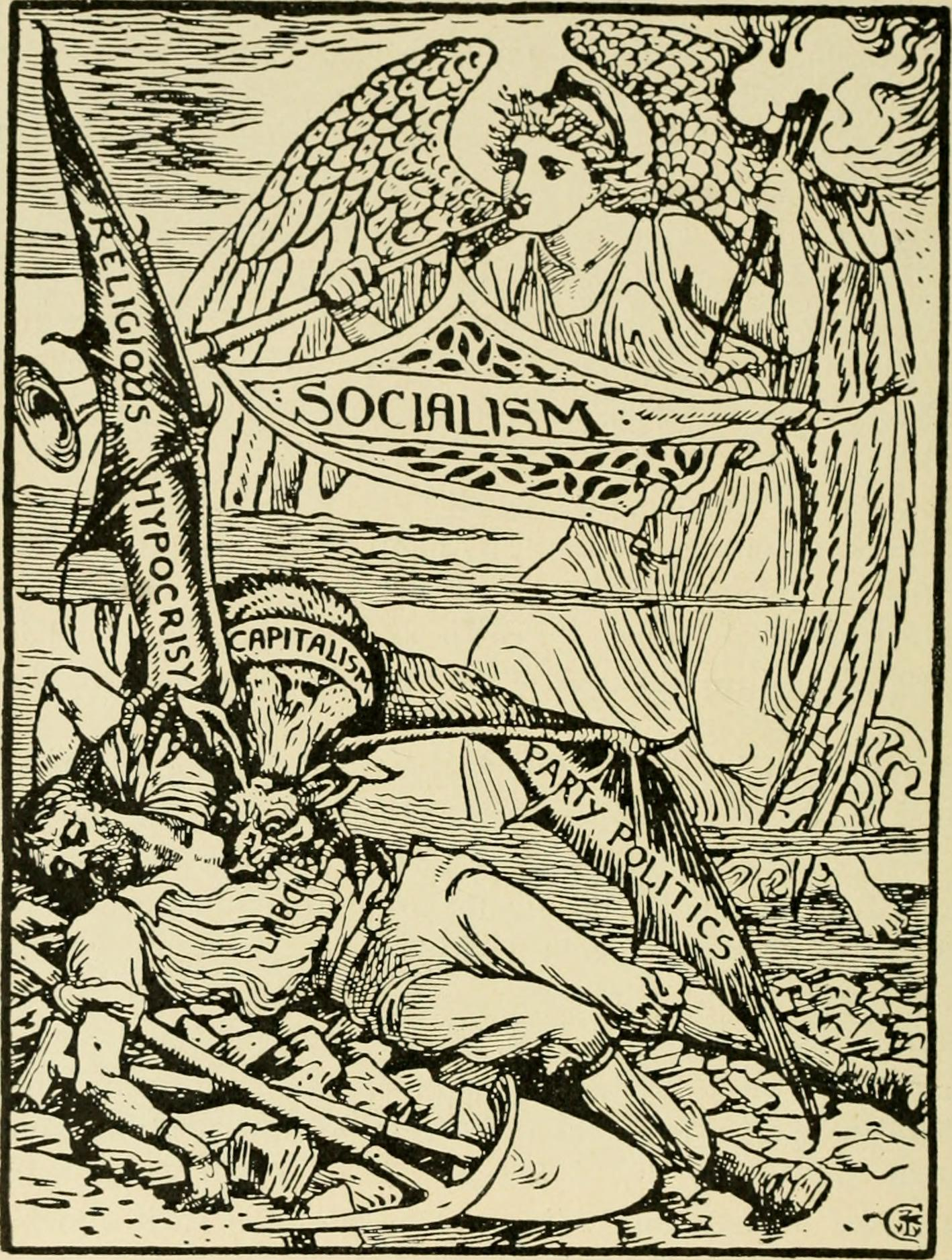
Caricatura de 1910 que muestra al murciélago vampiro del "capitalismo", la "política de partidos" y la "hipocresía religiosa" chupando la sangre del obrero con una figura angelical en el fondo representando el "socialismo".

El filósofo alemán del siglo XIX Karl Marx, fundador y principal teórico del marxismo, veía la religión como "el suspiro de la criatura oprimida, el corazón de un mundo sin corazón, el espíritu de una situación carente de espíritu" o el "opio del pueblo". Según Marx, la religión en este mundo de explotación es una expresión de angustia y al mismo tiempo es también una protesta contra la angustia real. En otras palabras, la religión continúa sobreviviendo debido a las opresivas condiciones sociales. Cuando se destruya esta condición de opresión y explotación, la religión se volverá innecesaria. Al mismo tiempo, Marx vio la religión como una forma de protesta de las clases trabajadoras contra sus malas condiciones económicas y su alienación.
Así, la religión siempre es una concepción de ideas políticas que tienden a reafirmar la estructura económica existente. Esto revela el porqué de la referencia a un opiáceo: la religión no se considera una forma de degradación intelectual ni tampoco una mera ilusión generada por las clases dominantes (interpretación no marxista que suprimiría la idea que este tenía de la ideología, esto es, la ilusión de universalidad dentro de cada clase), sino que la religión es, por el contrario, el anestésico necesario de la sociedad entera frente a la alienación social y de las clases oprimidas frente a sus condiciones materiales de existencia.

Desde el marxismo, la religión es vista como una realidad social e histórica y es una de las tantas formas ideológicas en cuanto, producción de ideas, conciencia, representaciones, y en este caso específico, de producción espiritual de los pueblos. Todas estas producciones obedecen a la producción que surge de lo material y las consecuentes relaciones sociales. En este sentido, como religión, el catolicismo, dependiendo las circunstancias históricas, asume un rol fundamental en la sociedad.

En la interpretación marxista-leninista, todas las religiones e iglesias modernas son consideradas como "órganos de reacción burguesa" utilizados para "la explotación y estupefacción de la clase trabajadora". Varios gobiernos marxistas-leninistas en el siglo XX, como la Unión Soviética después de Lenin y la República Popular de China bajo Mao Zedong, implementaron reglas que introdujeron el ateísmo estatal. 
Algunos eruditos marxistas han clasificado los puntos de vista de Marx como adherentes al posteísmo, una posición filosófica que considera la adoración de deidades como una etapa en algún momento obsoleta, pero temporalmente necesaria, en el desarrollo espiritual histórico de la humanidad.

## Teóricos políticos marxistas y revolucionarios de la religión

### Karl Marx y Friedrich Engels

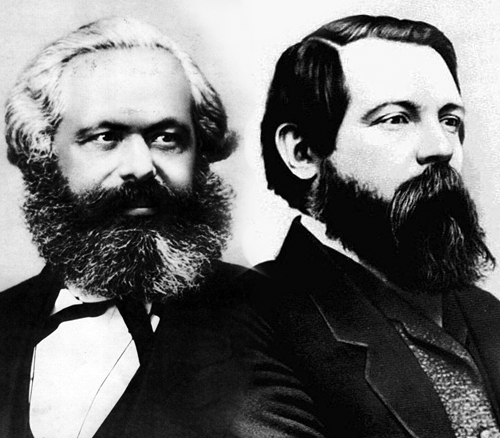
Karl Marx y Friedrich Engels.

Las opiniones religiosas de Karl Marx han sido objeto de muchas interpretaciones. Marx realiza la crítica religiosa de la economía a través de la doctrina del fetichismo. Escribió en cuanto a la alienación religiosa en la Crítica de la filosofía del derecho de Hegel:

Pero el hombre no es algo abstracto, un ser alejado del mundo. Quien dice: "el hombre", dice el mundo del hombre: Estado, Sociedad. Este Estado, esta Sociedad produce la religión, una conciencia subvertida del mundo, porque ella es un mundo subvertido. [...] Es la realización fantástica del ser humano, porque el ser humano no tiene una verdadera realidad. La guerra
contra la religión es, entonces, directamente, la lucha contra aquel mundo, cuyo aroma moral es la religión. La miseria religiosa es, por una parte la expresión de la miseria real y, por la otra, la protesta contra la miseria real. La religión es el suspiro de la criatura oprimida, el corazón de un mundo sin corazón, así como es el espíritu de una situación carente de espíritu. Es el opio del pueblo.
Karl Marx (1844) Crítica de la filosofía del derecho de Hegel

Siguiendo a Ludwig Feuerbach, Marx sostiene que «el fundamento de la crítica irreligiosa es: el ser humano hace la religión; la religión no hace al hombre». Por su parte, Friedrich Engels dijo lo siguiente de la religión:

Estas diversas ideas falsas acerca de la naturaleza, el carácter del hombre mismo, los espíritus, las fuerzas mágicas, etc., se basan siempre en factores económicos de aspecto negativo; el incipiente desarrollo económico del período prehistórico tiene, por complemento, y también en parte por condición, e incluso por causa, las falsas ideas acerca de la naturaleza.

Con la excepción de su tesis doctoral Diferencia entre la filosofía de la naturaleza de Demócrito y la de Epicuro, en donde habla de los argumentos tradicionales para la existencia de Dios, los cuales "o bien no son más que tautologías carentes de sentido... o son argumentos de la existencia de la autoconciencia esencial del hombre"; la crítica de la religión en Marx es, más que una defensa del ateísmo materialista, una crítica de la sociedad, la cual usa la religión para reafirmar la estructura económica existente. En la metáfora del opio, la religión es, en lugar de un estupefaciente o alucinógeno, un analgésico o anestésico necesario de las clases oprimidas frente a sus condiciones materiales de existencia a la clase dominante.

Feuerbach no ve, por tanto, que el "sentimiento religioso" es también un producto social y que el individuo abstracto que él analiza pertenece, en realidad, a una determinada forma de sociedad.
Karl Marx (1845) Tesis sobre Feuerbach. Tesis VII.

Marx apoyó los movimientos cartistas ingleses contra la iglesia: «la lucha contra el clericalismo asume en Inglaterra el mismo carácter que toda otra lucha seria: de una lucha de clases emprendida por los pobres contra los ricos, el pueblo contra la aristocracia, el "bajo pueblo" contra sus "superiores"».

[L]a Iglesia conspira con el capital monopólico y con leyes penales religiosas contra las clases bajas, para arreglar las conciencias de las clases privilegiadas a la hora de su descanso [...] El clásico santo de la cristiandad mortificó su cuerpo para salvar las almas de las masas; el educado santo moderno mortifica los cuerpos de las masas para la salvación de su propia alma.

Para Engels la moral es una ideología para mantener a raya al pueblo, siendo la religión el recurso más importante. La moral siempre fue "una moral de clase; o bien justificaba el dominio y los intereses de la clase dominante, o bien, en cuanto que la clase oprimida se hizo lo suficientemente fuerte, representó la irritación de los oprimidos contra aquel dominio y los intereses de dichos oprimidos, orientados al futuro”.
Friedrich Engels tuvo especial interés por el origen del fenómeno religioso y su papel histórico. En sus análisis antropológicos, Engels describe la forma ideológica de la religión como el "reflejo fantástico, en las cabezas de los hombres, de los poderes externos que dominan su existencia cotidiana" y su origen es la impotencia del hombre hacia la naturaleza. El bajo nivel de dominio de la naturaleza y la dependencia de eventos naturales desconocidos conducen a prácticas religioso-mágicas para compensar el subdesarrollo económico, técnico y científico: "Estas diversas ideas falsas acerca de la naturaleza, el carácter del hombre mismo, los espíritus, las fuerzas mágicas, etc., se basan siempre en factores económicos de aspecto negativo; el incipiente desarrollo económico del período prehistórico tiene, por complemento, y también en parte por condición, e incluso por causa, las falsas ideas acerca de la naturaleza". Estas fuerzas naturales luego se personifican en las religiones paganas y finalmente "todos los atributos naturales y sociales de los muchos dioses se transfieren a un único Dios omnipotente, el cual no es a su vez sino el reflejo del hombre abstracto". Engels describe como "curioso" el origen de la concepción de la santidad en "pueblos primitivos". "Lo que es originalmente sagrado es lo que hemos tomado del reino animal, lo bestial; las "leyes humanas" son tan abominables en relación con esto como lo son en el Evangelio a la ley divina."
Al igual que Max Weber, para Marx y Engels en una sociedad en la que predomina la producción de mercancías, el cristianismo, particularmente el protestantismo, es la religión adecuada". La reforma protestante fue cimiento del capitalismo, en especia el dogma calvinista de la predestinación, que es "la expresión religiosa del hecho de que en el mundo comercial, en el mundo de la competencia, el éxito o la bancarrota no depende de la actividad o de la aptitud del individuo, sino de circunstancias independientes de él".

Sin embargo, me temo mucho que ni la estupidez religiosa del burgués británico ni la conversión post festum del burgués continental, consigan poner un dique a la creciente marea proletaria. La tradición es una gran fuerza de freno; es la vis inertiae de la historia. Pero es una fuerza meramente pasiva; por eso tiene necesariamente que sucumbir. De aquí que tampoco la religión pueda servir a la larga de muralla protectora de la sociedad capitalista. Si nuestras ideas jurídicas, filosóficas y religiosas no son más que los brotes más próximos o más remotos de las condiciones económicas imperantes en una sociedad dada, a la larga estas ideas no pueden mantenerse cuando han cambiado completamente aquellas condiciones. Una de dos: o creemos en una revelación sobrenatural, o tenemos que reconocer que no hay dogma religioso capaz de apuntalar una sociedad que se derrumba.
F. Engels (1880), "Del socialismo utópico al socialismo científico" Prólogo a la edición inglesa de 1892.

El método sociológico de Engels sobre las religión le permitió comprender las instituciones religiosas "no como un todo homogéneo [...] sino como un campo de fuerzas atravesado por conflictos sociales". Como el joven Marx, Engels reconoce la dualidad paradójica de la religión como "opio del pueblo" al sacralizar el orden establecido y también como papel revolucionario. Por ejemplo, en Contribución a la historia del cristianismo primitivo comparó la similitud entre el cristianismo primitivo y el movimiento obrero contemporáneo. Para Engels, "el socialismo cristiano era una contradicción en términos" pero "el socialismo como ciencia estaba completamente fuera de las creencias especulativas. Que un hombre fuera cristiano o ateo no tenía nada que ver con su socialismo".
Algunos estudios recientes han sugerido que el "opio del pueblo" es en sí mismo una metáfora dialéctica, una "protesta" y una "expresión" de sufrimiento. Marx no se opuso a la vida "espiritual" y pensó que era necesaria. En el "Salario del trabajo" de los Manuscritos económicos y filosóficos de 1844, Marx escribió: "Para desarrollarse en una mayor libertad espiritual, un pueblo debe romper la esclavitud de sus necesidades corporales, debe dejar de ser esclavo del cuerpo. Deben, sobre todo, disponer de tiempo para la actividad creativa espiritual y el disfrute espiritual". Según Howard Zinn, "[esto] nos ayuda a comprender el atractivo masivo de los charlatanes religiosos de la pantalla de televisión, así como el trabajo de la Teología de la Liberación para unir la conmoción de la religión a la energía de los movimientos revolucionarios en países miserablemente pobres".

El comunismo empieza en seguida con el ateísmo (Owen), el ateísmo inicialmente está aún muy lejos de ser comunismo, porque aquel ateísmo es aún más bien una abstracción... La filantropía del ateísmo es, por esto, en primer lugar, solamente una filantropía filosófica abstracta, la del comunismo es inmediatamente real y directamente tendida hacia la acción. [...] El ateísmo, en cuanto negación de esta carencia de esencialidad, carece ya totalmente de sentido, pues el ateísmo es una negación de Dios y afirma, mediante esta negación, la existencia del hombre; pero el socialismo, en cuanto socialismo, no necesita ya de tal mediación; él comienza con la conciencia sensible, teórica y práctica, del hombre y la naturaleza como esencia. Es autoconciencia positiva del hombre, no mediada ya por la superación de la Religión, del mismo modo que la vida real es la realidad positiva del hombre, no mediada ya por la superación de la propiedad privada, el comunismo. El comunismo es la posición como negación de la negación, y por eso el momento real necesario, en la evolución histórica inmediata, de la emancipación y recuperación humana.
Karl Marx (1844) Manuscritos económicos y filosóficos de 1844. Tercer Manuscrito, Propiedad privada y comunismo.

Así, dado que la religión y la sociedad se relacionaron esencialmente tomando la crítica de la religión un papel central en Marx, "la crítica de la religión es el requisito previo de toda crítica". Engels escribe en el Anti-Dühring que la religión no puede abolirse debido ya que, a nivel teórico, "no es más que el reflejo fantástico, en las cabezas de los hombres, de los poderes externos que dominan su existencia cotidiana"; y a nivel práctica, sólo resultaría en la prolongación de su vida al proporcionarle mártires. También criticó el antisemitismo como reaccionario, "característica de una civilización atrasada".
Mientras que la revolución francesa declaró la diosa razón como ser supremo, Marx expresó que «la crítica de la religión desemboca en la doctrina de que el ser humano es el ser supremo para el ser humano», es decir, que el ser humano mismo es "el criterio" de la crítica filosófica, al que llama su imperativo categórico de subvenir a todas las relacionas en las cuales el hombre es un ser envilecido, humillado, abandonado, despreciado". Denys Turner argumenta que los puntos de vista de Marx son adherentes al posteísmo, una posición filosófica que considera la adoración de deidades como una etapa en algún momento obsoleta, pero temporalmente necesaria, en el desarrollo espiritual histórico de la humanidad.
Marx escribió en Sobre la cuestión judía que no bastaba con la secularización del Estado para alcanzar una sociedad libre, como creía Bruno Bauer, sino "aboliendo la religión". Además, el Dios en la sociedad burguesa es el dinero, "el celoso Dios de Israel". Así la religión es "una parte de la general contradicción secular entre el estado político y la sociedad burguesa". Esta posición la mantuvo en la Crítica del Programa de Gotha donde criticó que "la libertad de conciencia" burguesa se limita a la "libertad de conciencia religiosa", mientras que el socialismo aspira a "liberar la conciencia de todo fantasma religioso".
Superar la quimera religiosa requiere no sólo la crítica teórica sino también material. "El reflejo religioso del mundo real únicamente podrá desvanecerse cuando las circunstancias de la vida práctica, cotidiana, representen para los hombres, día a día, relaciones diáfanamente racionales, entre ellos y con la naturaleza". Engels afirma que en la sociedad comunista la religión no es abolida, sino que muere naturalmente debido a que se ha sometido las fuerzas sociales a la dominación de la sociedad. En una entrevista del Chicago Tribune en 1879, Marx declaró “que las medidas violentas contra la religión son una tontería" pero "a medida que crece el socialismo, la religión desaparecerá" mediante "el desarrollo social, en el que la educación debe jugar un papel”.

[C]uando el hombre pues, no se limite a proponer, sino que también disponga, entonces desaparecerá el último poder ajeno que aún hoy se refleja en la religión, y con él desaparecerá también el reflejo religioso mismo, por la sencilla razón de que no habrá nada ya que reflejar.
F. Engels (1878), "Anti-Dühring" V. ESTADO, FAMILIA, EDUCACION

### August Bebel
"La explotación del hombre por el hombre no es una explotación específicamente judía, sino peculiar de la sociedad burguesa forma de empleo, que sólo llegó con la desaparición de la burguesía compañía."
"La socialdemocracia combate el antisemitismo como un movimiento dirigido contra el desarrollo natural de la sociedad, que, a pesar de su carácter reaccionario y contra su voluntad, en última instancia tiene un efecto revolucionario, porque las capas pequeñoburguesas y pequeñas campesinas, incitadas por el antisemitismo contra los capitalistas judíos, deben llegar a la conclusión de que no sólo el capitalista judío, sino la clase capitalista en general es su enemigo, y que sólo la realización del socialismo puede liberarlos de su miseria."
"El antisemitismo es el socialismo del idiota... y el socialismo de la pequeña burguesía. La pequeña burguesía, que sufre cada vez más bajo la fuerza aplastante del gran capital, se rebela contra su opresor y enemigo, pero contra una parte y no contra el todo, contra los individuos más que contra el sistema, contra los judíos más que contra el capitalismo, y precisamente por eso el antisemitismo es el socialismo de los idiotas".

### Paul Lafargue

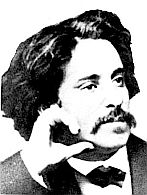
Paul Lafargue.

Siguiendo el materialismo histórico, el yerno de Marx, Paul Lafargue, sostuvo que los socialistas debían analizar la religión "más allá que la clase media", mostrando su "conexión con los fenómenos del medio social, que ha dado lugar a su nacimiento, su desarrollo y su acción sobre los seres humanos". Mientras la religiones paganas surgieron como "manifestaciones poéticas y espontáneas de la ignorancia" de esta surgió el "internacionalismo del culto y la jerarquía del clero" de la religión cristiana, la fue "un arma formidable contra el poder de los emperadores de Oriente y Occidente, y más tarde un terrible instrumento de opresión en manos de las clases dominantes", antes la aristocracia y ahora la burguesía. Aunque "el odio contra los sacerdotes que prevalece entre los trabajadores y entre ciertos sectores de la clase media es tan legítimo como intenso" y la lógica socialista obliga luchar contra ellos "porque son sirvientes de los capitalistas" Lafargue distingue la crítica marxista religiosa del anticlericalismo, que es "una copia del clericalismo de la clase media sobrealimentada" y ambos son "medios para engañar a los trabajadores y prolongar el poder del capital". Sin embargo, "el idealismo de la clase media es mucho más peligroso que el cristianismo" y con sus "dioses" (propiedad, libertad, justicia, orden, patria, etc.) aturden a "los cerebros de los a los trabajadores y apartarlos de la lucha de clases". Esta posición fue adoptada por el socialista español Pablo Iglesias Posse.
En El derecho a la pereza escribió que "la burguesía enarbolaba el libre examen y el ateísmo" mientras luchaba contra la nobleza religiosa; pero, "una vez triunfante, cambió de tono y de conducta; y hoy pretende apuntalar con la religión su supremacía económica y política". La "moral capitalista" es una "parodia de la moral cristiana, anatemiza la carne del trabajador; su ideal es reducir al productor al mínimo de las necesidades, suprimir sus placeres y sus pasiones y condenarlo al rol de máquina que produce trabajo sin tregua ni piedad". Los socialistas "deben proclamar, ante los hipócritas de todas las morales, que la tierra dejará de ser el valle de lágrimas del trabajador" y que la sociedad comunista "se dará rienda suelta a las pasiones". En La religión del capital Lafargue compara el capitalismo como una religión en sí mismo, con el capital, el plusvalor y el crédito como su santísima trinidad.

### Eduard Bernstein y Karl Kautsky

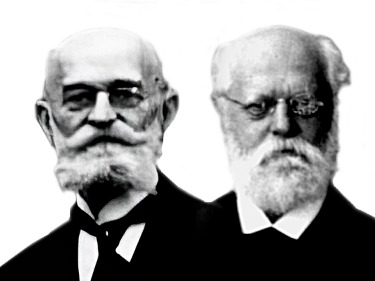
Eduard Bernstein y Karl Kautsky.

El socialdemócrata y colaborador de Engels, Eduard Bernstein, considerado padre del «revisionismo marxista», tenía una visión crítica sobre la religión como un obstáculo para el progreso social y la emancipación de la clase obrera. Al igual que Engels vio históricamente en la revueltas religiosas causas sociopolíticas. Aun así, Bernstein sostuvo que la religión, en su mayor parte, era un asunto privado. Desde un enfoque más humanista defendió la libertad de culto al igual que la libertad sexual como un tema ajeno al Estado. En Las premisas del socialismo y las tareas de la socialdemocracia (1899) argumentó la evolución social progresiva y gradual hacia el socialismo, arrastrando con ella el pensamiento ideológico religioso. Abogó por un socialismo que se base en la experiencia y la ética, en lugar de en dogmas religiosos. Bernstein también consideró el antisemitismo como reaccionario.
Karl Kautsky, considerado padre del «marxismo ortodoxo», diferenció la religión considerada como una cuestión de sentimiento de las religiones de masas desarrolladas históricamente. Mientras que la primera es un asunto privado, la otra exige que "la conciencia se someta a una autoridad social que reclama una autoridad sobrenatural". En un principio la Iglesia  y el cristianismo primitivo tenía tendencias comunistas, pero "no era un comunismo de producción, sino de distribución". Esta "no pudo suprimir el antagonismo entre ricos y pobres" pero hizo de él "un nuevo antagonismo social". Así, sus funcionarios, los clérigos, se volvieron más poderoso independientes de la comunidad cristiana.
Este antagonismo entre la Iglesia y la socialdemocracia no significa que sea imposible ser al mismo tiempo un cristiano creyente y un socialdemócrata convencido. El cristianismo es el producto de numerosos factores, ha pasado por tantas transformaciones sociales y ha sido tan modificado que la idea raíz del cristianismo se ha vuelto muy vaga, y como religión abarca las ideas más opuestas. Por lo tanto, se pueden leer en él ciertas tendencias socialistas. [...] Un hombre puede ser un excelente cristiano y, sin embargo, participar en la lucha de clases. Esta observación se aplica aún más a los millones de los que ahora forman la masa de los cristianos y que siguen siendo miembros de su Iglesia sin pensar mucho en ella. El proletariado militante organizado, la socialdemocracia, no tiene ninguna razón para dejar de lado a tales aliados si pueden y están dispuestos a unirse a la lucha de clases tal como la entendemos.
[...]

Por lo tanto, aunque la socialdemocracia respeta todas las opiniones religiosas, aunque las considera como un asunto de opinión individual, aunque las doctrinas del Evangelio son perfectamente compatibles con los fines que perseguimos, nuestro partido no puede evitar entrar en conflicto con la autoridad que gobierna la religión católica, como religión colectiva, y debe incurrir en la hostilidad del clero.
Bernstein y Kautsky escribieron en el Programa de Erfurt (1891) que "la religión es un asunto privado" al margen del Estado que regulan sus asuntos con total autonomía. Exigieron la abolición del gasto público para fines eclesiásticos y religiosos. Similarmente en el Programa de Görlitz (1921), de clara orientación revisionista, se abogó por la separación Iglesia-Estado.

### Vladimir Lenin

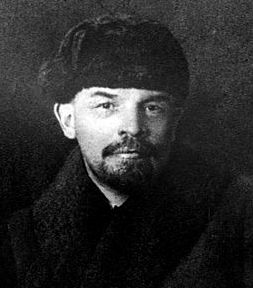
Vladimir Lenin.

Por su parte, Vladimir Lenin expresaba así en Actitud del partido obrero hacia la religión que «este aforismo de Marx es la piedra angular de toda la ideología marxista sobre religión. Todas las religiones e iglesias modernas y las organizaciones religiosas son consideradas por el marxismo como órganos de la burguesía reaccionaria, usados para preservar la explotación y la estupefacción de la clase trabajadora». Lenin dijo «cada idea religiosa y cada idea de Dios es vileza indescriptible [...] del tipo más peligroso, 'contagio' de la clase más abominable. Millones de pecados, acciones asquerosas, actos de violencia y contagios biológicos [...] son por lejos menos peligrosos que la sutil y espiritual idea de Dios ataviado de los más inteligentes disfraces ideológicos».

No obstante, Lenin permitió a los cristianos y otras personas religiosas en el Partido Bolchevique. Aunque crítico de la religión, Lenin también se propuso específicamente no incluirlo en Nuestro programa o en sus objetivos ideológicos, argumentando:
Pero bajo ninguna circunstancia debemos caer en el error de plantear la cuestión religiosa de forma abstracta, idealista, como una cuestión "intelectual" ajena a la lucha de clases, como no pocas veces hacen los demócratas radicales de la burguesía. Sería estúpido pensar que, en una sociedad basada en la opresión interminable y el endurecimiento de las masas obreras, los prejuicios religiosos podrían disiparse mediante métodos puramente propagandísticos. Sería una estrechez de miras burguesa olvidar que el yugo de la religión que pesa sobre la humanidad es meramente producto y reflejo del yugo económico dentro de la sociedad. Ningún número de panfletos y ninguna cantidad de predicación pueden iluminar al proletariado, si no es iluminado por su propia lucha contra las fuerzas oscuras del capitalismo. La unidad en esta lucha realmente revolucionaria de la clase oprimida por la creación de un paraíso en la tierra es más importante para nosotros que la unidad de opinión proletaria sobre el paraíso en el cielo.
[...]

El proletariado revolucionario logrará hacer de la religión un asunto realmente privado, en lo que respecta al Estado. Y en este sistema político, limpio de moho medieval, el proletariado librará una lucha amplia y abierta por la eliminación de la esclavitud económica, la verdadera fuente de la patraña religiosa de la humanidad.

### Nikolái Bujarin y Yevgueni Preobrazhenski

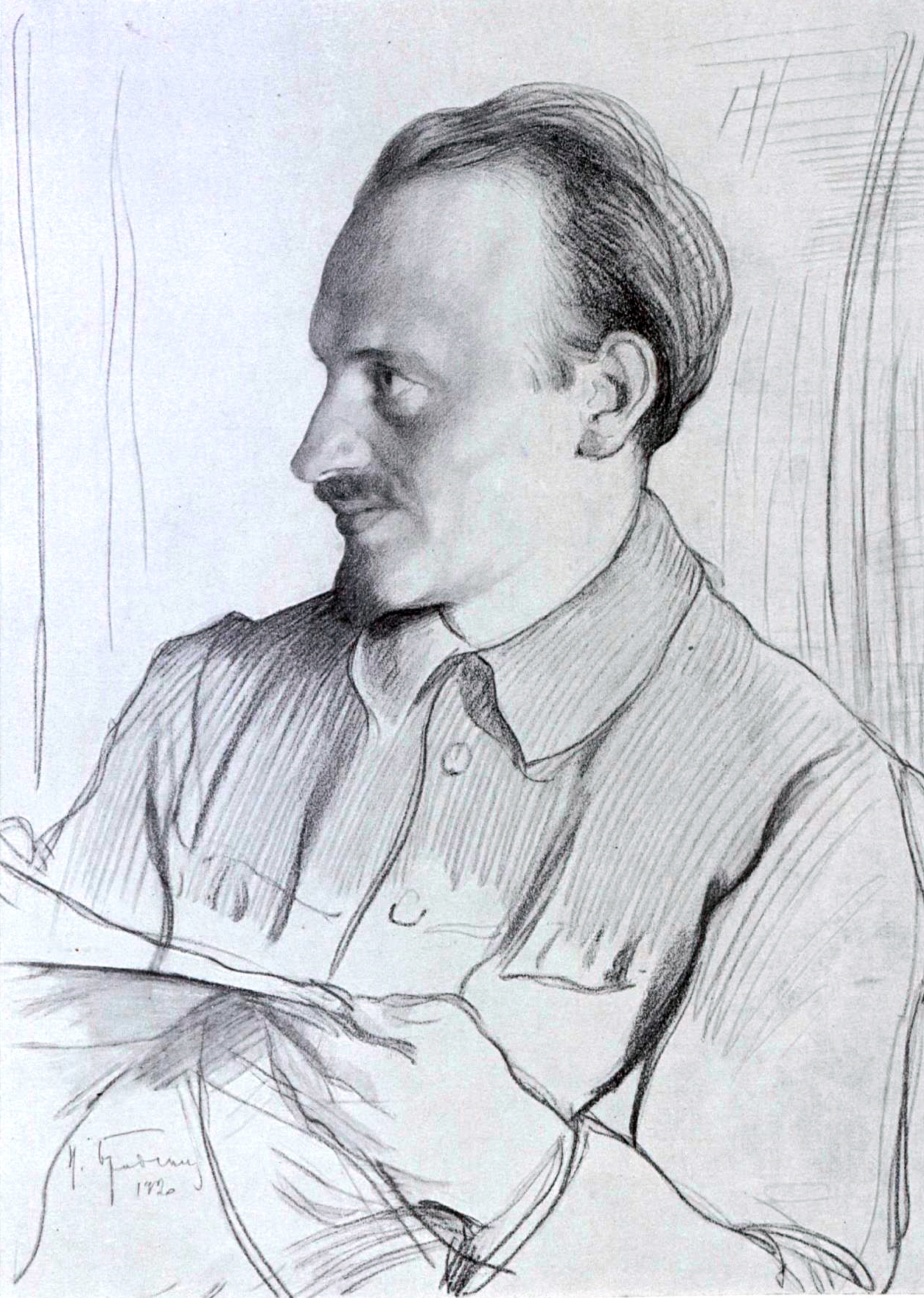
Nikolái Bujarin.

En su influyente libro El ABC del comunismo, Nikolái Bujarin y Yevgueni Preobrazhenski se pronunciaron fuertemente en contra de la religión, escribiendo que "el comunismo es incompatible con la fe religiosa". Sin embargo, se le dio importancia al secularismo y la no violencia hacia los religiosos:
Pero la campaña contra el atraso de las masas en este asunto de religión, debe llevarse a cabo con paciencia y consideración, así como con energía y perseverancia. La multitud crédula es extremadamente sensible a cualquier cosa que hiera sus sentimientos. Impulsar el ateísmo sobre las masas, y en conjunción con ello interferir por la fuerza con las prácticas religiosas y burlarse de los objetos de reverencia popular, no ayudaría pero obstaculizaría la campaña contra la religión. Si la iglesia fuera perseguida, ganaría la simpatía de las masas, porque la persecución les recordaría los días casi olvidados cuando existía una asociación entre la religión y la defensa de la libertad nacional; fortalecería el movimiento antisemita; y en general movilizaría todos los vestigios de una ideología que ya empieza a extinguirse.

### Anatoly Lunacharski
La construcción de Dios fue una idea propuesta por algunos de los primeros marxistas prominentes de la facción bolchevique del Partido Laborista Socialdemócrata Ruso como Anatoly Lunacharski. Inspirado por la "religión de la humanidad" de Ludwig Feuerbach, tuvo algún precedente en la Revolución Francesa con el "culto a la razón". La idea proponía que, en lugar de la abolición de la religión, debería haber un contexto meta-religioso en el que las religiones fueran vistas principalmente en términos del efecto psicológico y social del ritual, el mito y el simbolismo en un intento de aprovechar esta fuerza para la promoción. Los objetivos comunistas, tanto creando nuevos rituales y simbolismos como reinterpretando el ritual y el simbolismo existentes en un contexto socialista. En contraste con el ateísmo de Lenin, los Constructores de Dios adoptaron una posición oficial de agnosticismo.

### Rosa Luxemburgo

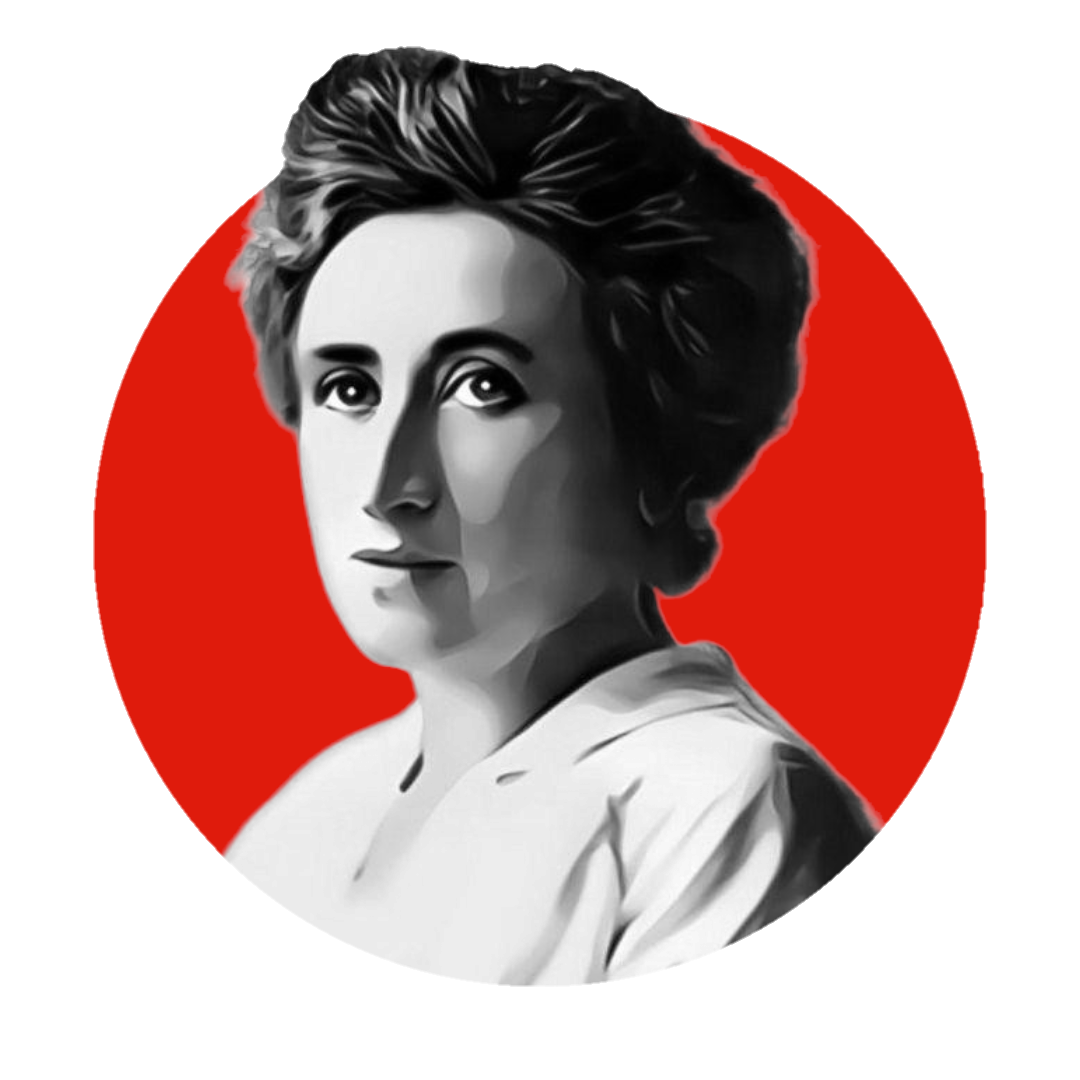
Rosa Luxemburgo.

Rosa Luxemburgo, aunque era atea, en sus escritos no atacó tanto a la religión como tal, sino más bien a las políticas y programas reaccionarios de la Iglesia, en nombre de su propia tradición. En su ensayo El socialismo y las iglesias (1905), insistió en que los socialistas modernos son más leales a los principios originales del cristianismo, que el clero y las jerarquías cristianas de hoy.

### Antonio Gramsci

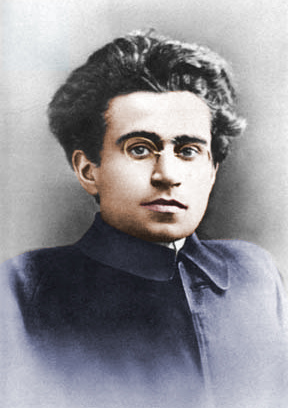
Antonio Gramsci.

Antonio Gramsci describió en sus Cuadernos de la cárcel que la religión "es la utopía más gigante, la más metafísica que la historia haya jamás conocido, desde que es el intento más grandioso por reconciliar, en forma mitológica, las reales contradicciones de la vida histórica". Destacó las divisiones de clase dentro de la iglesia al afirmar que: 
“toda religión [...] es realmente una multiplicidad de distintas y a veces contradictorias religiones: hay un catolicismo para los campesinos, uno para la pequeña burguesía y trabajadores urbanos, uno para la mujer, y un catolicismo para intelectuales”.

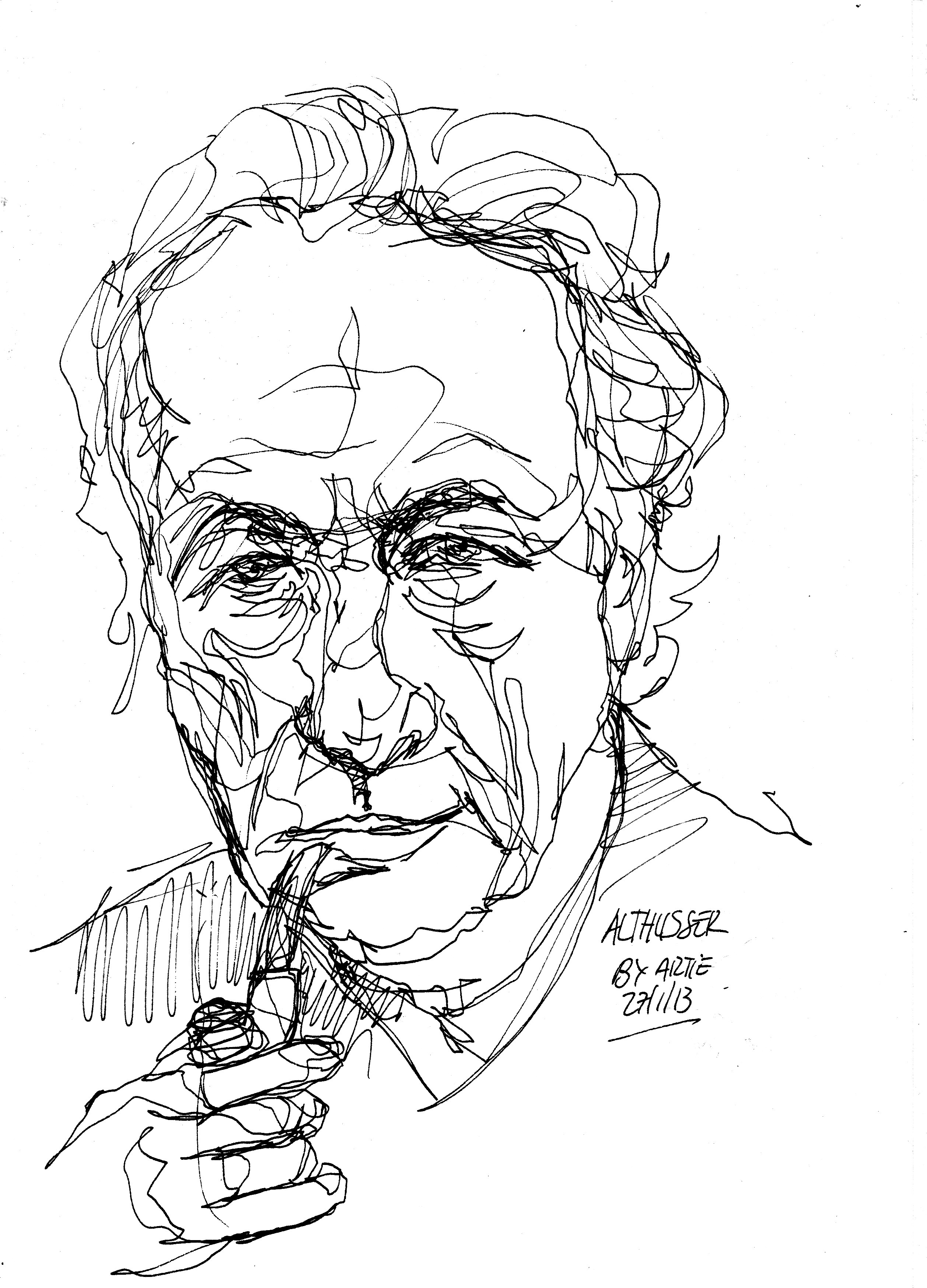
Louis Althusser.

### Louis Althusser
Louis Althusser fue católico durante su juventud. Tras la Segunda Guerra Mundial cuando fue liberado "era a la vez un cristiano comprometido y un socialista". Luego abandonó la Iglesia y se convirtió en marxista. Escribió en 1976:
«Mi sentimiento es que Marx y Lenin asumen la religión como un hecho, pero sin plantearse el problema de su "esencia", es decir, de su teoría, sino planteándose solamente la cuestión de su función ideológica y social, lo que es completamente diferente. Función que puede ser progresista o reaccionaria, según los períodos históricos y según los intereses sociales unidos a la religión. [...]

Esto no quiere decir que no pueda existir, sobre bases más complejas, una "teoría" de estas realidades, pero el relacionar directa y unívocamente el materialismo histórico y la religión (dicho de otro modo, una teoría marxista de la religión en el sentido fuerte) debe ser excluido, por razones que se basan en la naturaleza limitada del materialismo histórico».

### Branko Bošnjak
El comunista yugoslavo Branko Bošnjak dio una explicación de la religión recurriendo a los factores psicológicos.

### Gerald A. Cohen
El marxista analítico Gerald A. Cohen, en su conferencia El opio del pueblo. Dios en Hegel, Feuerbach y Marx señala que existe un malentendido comprensible ya que "se cree erróneamente que lo que [Marx] dijo  es algo así como que los sacerdotes inventan la religión para acallar a las masas que sufren y, por tanto, que son potencialmente rebeldes", esta interpretación se agrava si se entiende además que son las clases gobernantes las que nombran a los sacerdotes para llevar a cabo su "misión analgésica". Para Cohen no son los sacerdotes quienes inventan la religión "es más bien la gente la que crea la religión que acaba por ser su opio. [...] La gente necesita la religión porque habita en un valle de lágrimas". Podría ser bueno para las clases dirigentes que el pueblo sea religioso pero la frase de Marx no dice eso. Según Cohen:

La religión es el sueño de un mundo mejor que vendrá cuando el pueblo se dé cuenta de lo que es la religión. Mostramos a la criatura oprimida lo que significan sus suspiros y entonces y como consecuencia de ello se producirá la revolución. La abolición de la religión trae consigo la liberación humana. La religión es la exigencia para, la promesa de y el obstáculo a esa liberación.

## En los Estados marxista-leninistas

### Religión en la Unión soviética

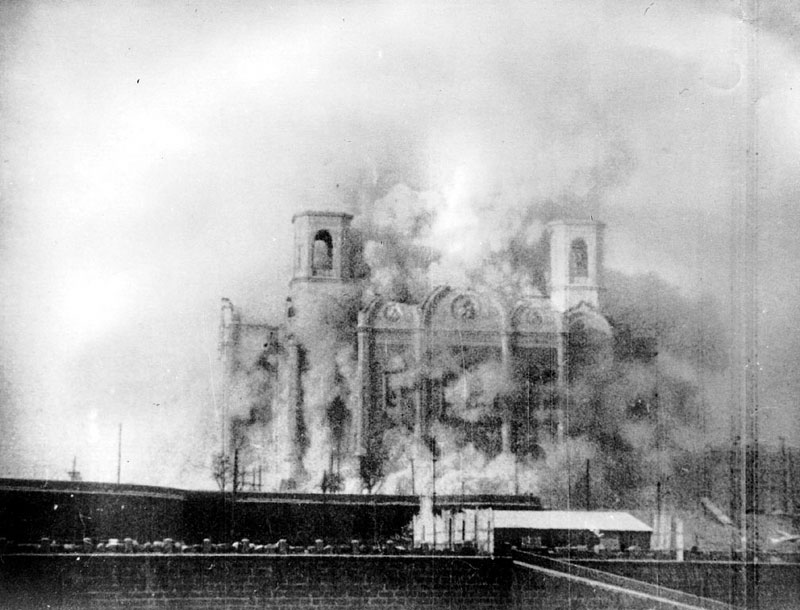
La Catedral de Cristo Salvador de Moscú, cuya demolición fue ordenada por el Comité Ejecutivo Central en 1931.

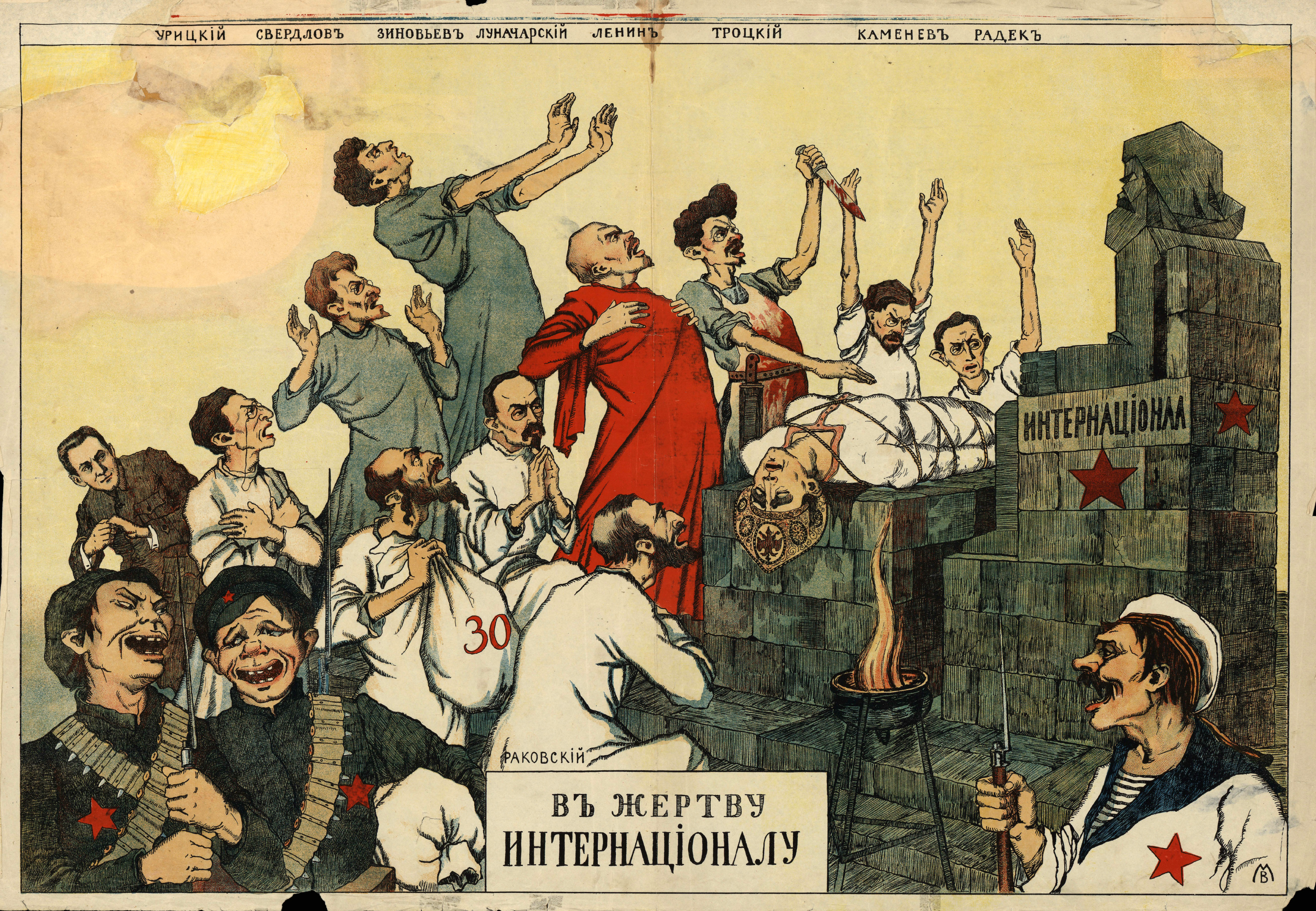
Cartel de propaganda antibolchevique del movimiento blanco ruso (c. 1919). Los bolcheviques (Lenin y Trotski entre ellos) sacrifican un personaje alegórico que representa a Rusia por una estatua de Karl Marx.

La Unión Soviética era un Estado ateo en el que la religión estaba en gran medida desalentada y, en ocasiones, intensamente perseguida. Según varias fuentes soviéticas y occidentales, más de un tercio de la población del país todavía profesaba creencias religiosas (el cristianismo y el islam tenían la mayor cantidad de creyentes). Los cristianos pertenecían a varias iglesias: la ortodoxa, que tenía el mayor número de seguidores; Católico ; y bautistas y otras denominaciones protestantes. La mayoría de los fieles islámicos eran sunitas (con una notable minoría chií, principalmente en Azerbaiyán), mientras que el judaísmo también tenía muchos seguidores. Otras religiones, que fueron practicadas por un número relativamente pequeño de creyentes, incluyeron el budismo y el chamanismo. Después de 1941 en la era de Stalin, la persecución religiosa se redujo considerablemente. Para reunir el apoyo de las masas durante la Segunda Guerra Mundial, el gobierno de Stalin reabrió miles de templos y extinguió la Sociedad de los Sin Dios. La propaganda atea regresó en menor medida durante el gobierno de Khrushchev y continuó de una manera menos estricta durante los años de Brezhnev.[cita requerida]
El papel de la religión en la vida cotidiana de los ciudadanos soviéticos variaba enormemente, pero dos tercios de la población soviética eran irreligiosos. Aproximadamente la mitad de la población, incluidos miembros del gobernante Partido Comunista y funcionarios gubernamentales de alto nivel, profesaban el ateísmo. Para la mayoría de los ciudadanos soviéticos, la religión parecía irrelevante. Antes de su colapso a fines de 1991, las cifras oficiales sobre religión en la Unión Soviética no estaban disponibles. El ateísmo de Estado en la Unión Soviética se conocía como gosateizm.

### Religión en la República Popular Socialista de Albania
Albania fue declarada un estado ateo por Enver Hoxha. La religión en Albania estaba subordinada a los intereses del nacionalismo durante los períodos de renacimiento nacional, cuando se la identificaba como una depredación extranjera de la cultura albanesa. A finales del siglo XIX y también cuando Albania se convirtió en un estado, se suprimieron las religiones para unificar mejor a los albaneses. Este nacionalismo también se utilizó para justificar la postura comunista del ateísmo estatal entre 1967 y 1991. Esta política se aplicó y se sintió principalmente dentro de las fronteras del actual estado albanés, produciendo una mayoría no religiosa en la población.[cita requerida]

### Religión en la República Popular China
La República Popular de China se estableció en 1949 y durante gran parte de su historia temprana mantuvo una actitud hostil hacia la religión que se consideraba emblemática del feudalismo y el colonialismo extranjero. Las casas de culto, incluidos los templos, mezquitas e iglesias, se convirtieron en edificios no religiosos para uso secular. Sin embargo, esta actitud se relajó considerablemente a fines de la década de 1970 con el fin de la Revolución Cultural.[cita requerida] La Constitución de 1978 de la República Popular China garantizó la "libertad de religión" con una serie de restricciones.[cita requerida] Desde mediados de la década de 1990, ha habido un programa masivo para reconstruir los templos budistas y taoístas que fueron destruidos en la Revolución Cultural.[cita requerida] Sin embargo, el Partido Comunista de China sigue siendo explícitamente ateo y la religión está fuertemente regulada, con solo iglesias, mezquitas y templos operados por el estado que se permiten para el culto.[cita requerida]

### Religión en Camboya

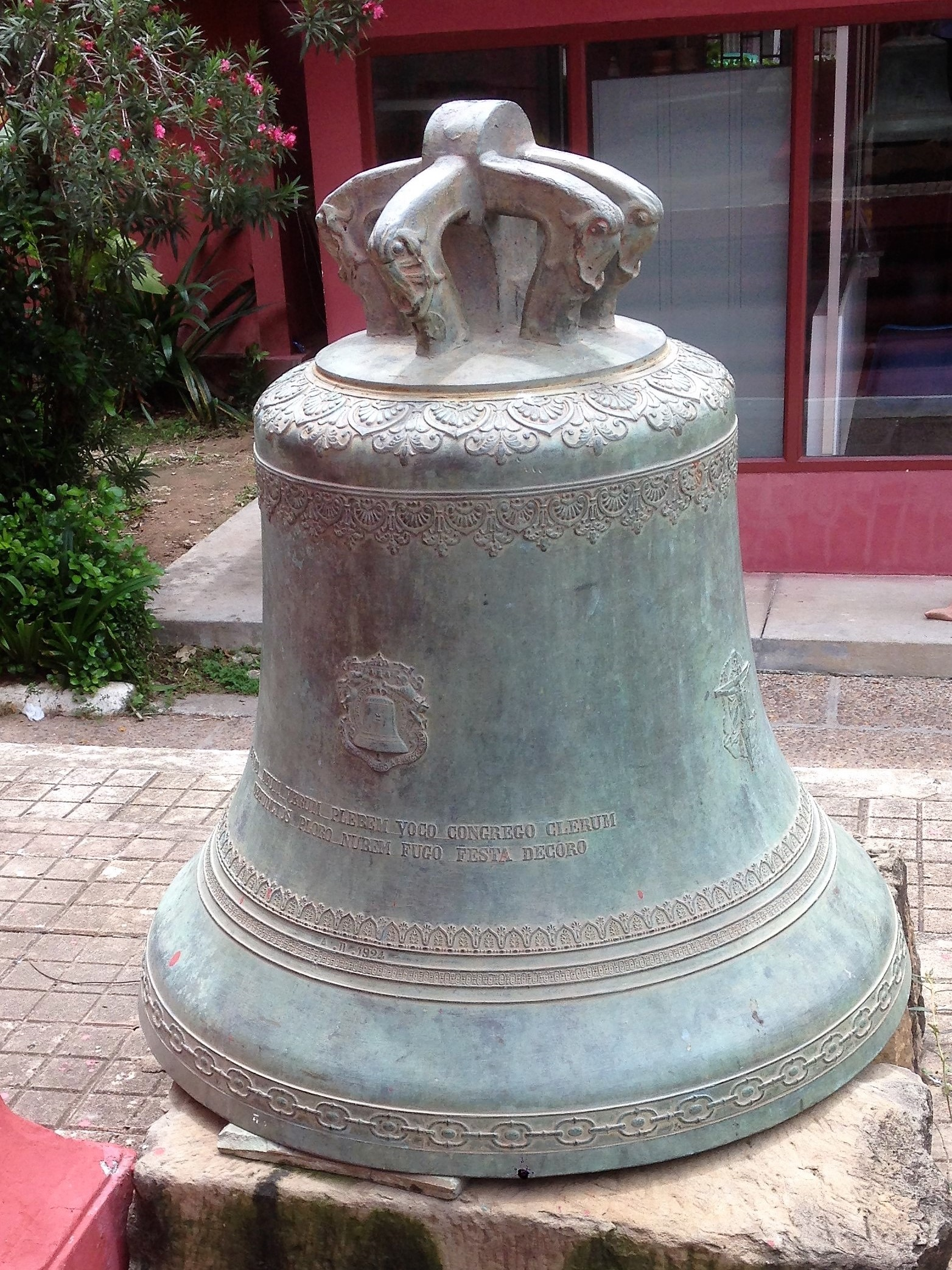
Campana de la antigua catedral de Nom Pen arrasada por los Jemeres Rojos.

#### Kampuchea Democrática
Pol Pot, líder del régimen de los Jemeres Rojos, suprimió la religión budista de Camboya cuando los monjes fueron destituidos; los templos y artefactos, incluidas las estatuas de Buda, fueron destruidos; y las personas que rezaban o expresaban otros sentimientos religiosos a menudo eran asesinadas. Las comunidades cristiana y musulmana también se encuentran entre las más perseguidas. La catedral católica de Nom Pen fue arrasada. Los jemeres rojos obligaron a los musulmanes a comer carne de cerdo, que consideran una abominación. Muchos de los que se negaron fueron asesinados. El clero cristiano y los imanes musulmanes fueron ejecutados.

#### República Popular de Kampuchea
Después del derrocamiento de los Jemeres Rojos, se estableció un estado socialista que reflejaba más los valores compartidos por Vietnam y los aliados de la Unión Soviética. La opresión de los grupos religiosos terminó casi por completo y las relaciones entre los grupos religiosos y la República Popular de Kampuchea fueron mucho más neutrales durante su existencia hasta la restauración de la monarquía una década más tarde.[cita requerida]

### Religión en Laos
En contraste con la brutal represión de la sangha llevada a cabo en Camboya, el gobierno comunista de Laos no ha tratado de oponerse o reprimir el budismo en Laos en gran medida, sino que desde los primeros días del Pathet Lao los funcionarios comunistas han tratado de utilizar la influencia y respeto otorgado al clero budista para lograr objetivos políticos mientras se desalientan las prácticas religiosas consideradas perjudiciales para los objetivos marxistas.
Desde finales de la década de 1950, los miembros del Pathet Lao buscaron fomentar el apoyo a la causa comunista alineando a los miembros de la sangha Lao con la oposición comunista. Aunque resistido por el Gobierno Real de Laos, estos esfuerzos tuvieron bastante éxito y dieron como resultado un mayor apoyo para el Pathet Lao, particularmente en las comunidades rurales.

### Religión en la República Socialista de Rumania
Durante su era socialista, el gobierno rumano ejerció un control significativo sobre la Iglesia Ortodoxa y supervisó de cerca la actividad religiosa, además de promover el ateísmo entre la población. Los sacerdotes disidentes fueron censurados, arrestados, deportados y / o destituidos, pero la Iglesia Ortodoxa en su conjunto accedió a las demandas del gobierno y recibió su apoyo. A diferencia de otros estados del bloque oriental donde el clero se vio obligado a depender de donaciones o salarios de subsistencia, el clero ortodoxo en Rumania recibió un salario equivalente al promedio recibido por la población en general y recibió importantes subsidios estatales para la reconstrucción de las iglesias destruidas en la guerra. A partir de la década de 1960, el estado utilizó a funcionarios religiosos de la Iglesia Ortodoxa como embajadores en Occidente, entablando un diálogo con organizaciones religiosas en el Reino Unido. Esta actitud relativamente favorable hacia la iglesia continuó hasta la muerte del patriarca Justiniano de Rumania en 1977, momento en el que el estado inició una nueva campaña anti-iglesia, comprometiéndose en proyectos de renovación urbana que implicaron la destrucción de iglesias.

## Comunismo y religiones abrahámicas

### Comunismo y cristianismo
En El Manifiesto Comunista, Karl Marx y Friedrich Engels escribieron: "Nada es más fácil que darle al ascetismo cristiano un tinte socialista. ¿No ha declarado el cristianismo contra la propiedad privada, contra el matrimonio, contra el Estado? ¿No ha predicado en su lugar la caridad y la pobreza, el celibato y la mortificación de la carne, la vida monástica y la Madre Iglesia? El socialismo cristiano no es más que el agua bendita con la que el sacerdote consagra el ardor del corazón del aristócrata". En Del socialismo utópico al socialismo científico, Engels trazó una cierta analogía entre el tipo de comunalismo utópico de algunas de las primeras comunidades cristianas y el movimiento comunista moderno, el movimiento científico comunista que representa al proletariado en esta era y su transformación histórica mundial de la sociedad. Engels notó tanto ciertas similitudes como ciertos contrastes.
Hay quienes ven que la Iglesia cristiana primitiva, como la que se describe en los Hechos de los Apóstoles, fue una forma temprana de comunismo y socialismo religioso. La opinión es que el comunismo fue solo cristianismo en la práctica y Jesús como el primer comunista. Este vínculo se destacó en uno de los primeros escritos de Marx que decía que "como Cristo es el intermediario a quien el hombre descarga toda su divinidad, todos sus lazos religiosos, así el Estado es el mediador al que transfiere toda su impiedad, todo su libertad humana". Además, Thomas Müntzer dirigió un gran movimiento comunista anabautista durante la Guerra de los Campesinos Alemanes que Friedrich Engels analizó en Las guerras campesinas en Alemania. El espíritu marxista que apunta a la unidad refleja la enseñanza universalista cristiana de que la humanidad es una y que solo hay un dios que no discrimina entre las personas. Tristram Hunt atribuye una convicción religiosa a Engels.
El comunismo cristiano puede verse como una forma radical de socialismo cristiano. Es una teoría teológica y política basada en el punto de vista de que las enseñanzas de Jesucristo obligan a los cristianos a apoyar el comunismo como el sistema social ideal. Aunque no existe un acuerdo universal sobre la fecha exacta en que se fundó el comunismo cristiano, muchos comunistas cristianos afirman que la evidencia de la Biblia sugiere que los primeros cristianos, incluidos los Apóstoles, crearon su propia pequeña sociedad comunista en los años posteriores a la muerte y resurrección de Jesús. Los defensores del comunismo cristiano argumentan que fue enseñado por Jesús y practicado por los mismos Apóstoles.
El comunismo contemporáneo, incluido el comunismo cristiano contemporáneo, debe mucho al pensamiento marxista, en particular a la economía marxista. Si bien no todos los comunistas están completamente de acuerdo con el marxismo, los comunistas comparten la crítica marxista del capitalismo. El marxismo incluye un conjunto complejo de puntos de vista que cubren varios campos diferentes del conocimiento humano y uno puede distinguir fácilmente entre la filosofía marxista, la sociología marxista y la economía marxista. La sociología marxista y la economía marxista no tienen conexión con cuestiones religiosas y no hacen afirmaciones sobre tales cosas. Por otro lado, la filosofía marxista es famosa por su atea, aunque algunos eruditos marxistas, tanto cristianos como no cristianos, han insistido en que la filosofía marxista y la filosofía de Marx y Engels son significativamente diferentes entre sí y que esta diferencia necesita ser reconocida. En particular, José Porfirio Miranda encontró que Marx y Engels se oponían consistentemente al materialismo determinista y simpatizaban ampliamente con el cristianismo y con el texto de la Biblia, aunque no creían en una deidad sobrenatural.
 

En Cristianos y marxistas el sacerdote Jesús Aguirre recoge un debate del diálogo entre el cristianismo y marxismo por parte de varios teólogos (entre ellos Aguirre y Giulio Girardi) y marxistas (entre ellos Louis Althuser y Manuel Sacristán). Para Aguirre el diálogo es posible mediante la “desmitización” del Nuevo Testamento del protestante Rudolf Bultmann y la “teología de la revolución” del sacerdote católico Camilo Torres. Para Sacristán, el diálogo es posible si "se excluya a Dios", "se le remita a la praxis", y "se empiece por la ética". Para Girardi, fundador de la Teología de la liberación, fundamenta el diálogo entre cristianos y marxistas "en el carácter de humanismo que ambas poseen, teniendo las dos como “mandamiento central” el amor". Respecto al ateísmo marxista Girardi analizó en Marxismo e Cristianesimo que:
“Es un ateísmo que significa rechazo del egoísmo y del individualismo y que se inspira positivamente en un ideal comunitario. Quizás ahora veamos más claramente cómo la negación de Dios no tiene el mismo "significado" para el marxista que para el creyente; ya que, tal vez de hecho, significa muchas cosas que para el creyente están implícitas precisamente en su declaración"
Para Girardi, el rechazo de un marxismo dogmático, sin dejar de ser fiel a Marx, permitiría una colaboración, "no sólo es posible sino muy deseable", del marxismo y el cristianismo. En Distensions cristiano-marxistes Josep Dalmau también intentó mostrar que "el ateísmo no le es esencial" en un intento para "persuadir a los cristianos de que pueden ser marxistas sin dejar de ser cristianos", lamentándose sobre "la omisión de una aprobación explícita de algunos planteamientos sociales del marxismo" en el Concilio Vaticano II.

#### Teología de la liberación
En las décadas de 1950 y 1960, la teología de la liberación fue la praxis política de teólogos latinoamericanos, como Gustavo Gutiérrez de Perú, Leonardo Boff de Brasil, Juan Luis Segundo de Uruguay y Jon Sobrino de España, quienes popularizaron la frase "Opción preferencial por los pobres". Si bien la teología de la liberación fue más influyente en América Latina, también se ha desarrollado en otras partes del mundo, como la teología negra en los Estados Unidos y Sudáfrica, la teología de la liberación palestina, la teología dalit en India y la teología Minjung en Corea del Sur. La teología de la liberación, que consiste en una síntesis de la teología cristiana y los análisis socioeconómicos marxistas, enfatiza la preocupación social por los pobres y aboga por la liberación de los pueblos oprimidos. Además de ser una cuestión teológica, la teología de la liberación a menudo estaba ligada a la práctica política concreta.

### Comunismo e Islam
Desde la década de 1940 hasta la de 1960, comunistas, socialistas e islamistas a veces unieron fuerzas para oponerse al colonialismo y buscar la independencia nacional. El Partido comunista Tudeh de Irán se alió con los islamistas en su rebelión finalmente exitosa contra el Shah Pahlavi en 1979, aunque después de que el Sha fue derrocado, los islamistas se volvieron contra sus antiguos aliados. El Mujahedin del Pueblo de Irán, un partido político exiliado que se opone a la República Islámica, una vez defendió los ideales comunistas, pero desde entonces los ha abandonado.
El filósofo comunista Mir-Said (Mirza) Sultan-Galiev, protegido de Iósif Stalin en el Comisariado del Pueblo para las Nacionalidades (Narkomnats), escribió en The Life of Nationalities, el diario de los Narkomnats.

### Comunismo y judaísmo

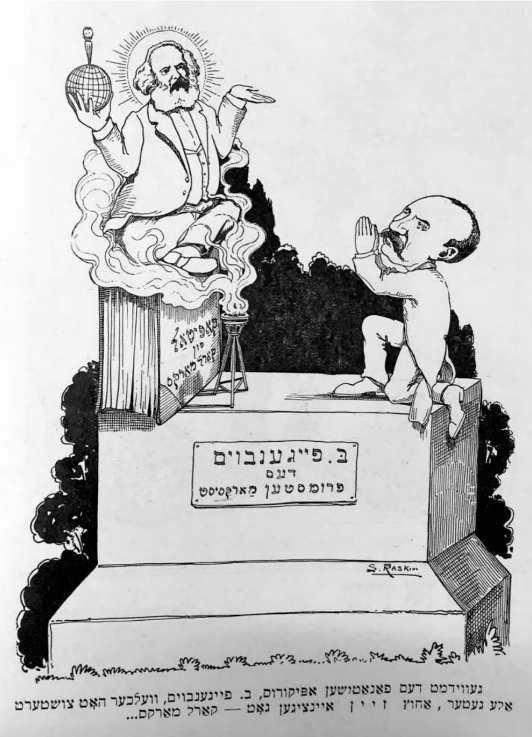
Caricatura del socialista judío Benjamin Feigenbaum rezando a un ídolo de Karl Marx (1912).

Durante la Guerra civil rusa, los judíos fueron vistos como simpatizantes del comunismo y miles fueron asesinados en pogromos por el Ejército Blanco . Durante el temor rojo en los Estados Unidos en la década de 1950, un representante del Comité Judío Americano aseguró al poderoso Comité de Actividades Antiamericanas de la Cámara que "el judaísmo y el comunismo son completamente incompatibles". Por otro lado, algunos judíos ortodoxos, incluidas varias figuras religiosas prominentes, apoyaron activamente las versiones anarquistas o marxistas del comunismo. Los ejemplos incluyen al rabino Yehuda Ashlag, un comunista libertario franco, el líder territorialista revolucionario ruso Isaac Steinberg y el rabino Abraham Bik, un activista comunista estadounidense.

### El comunismo y la fe baháʼí
El análisis revela que la Fe baháʼí como un manifiesto doctrinal y como una comunidad organizada emergente actual es de naturaleza altamente cooperativa con elementos que corresponden a varios hilos del pensamiento marxista, el pensamiento anarquista y las innovaciones más recientes del pensamiento liberador. Dichos elementos incluyen, por ejemplo, no clero y temas relacionados con el mutualismo, el socialismo libertario y el confederalismo democrático . Hay muchas similitudes y diferencias entre las escuelas de pensamiento, pero una de las cosas más comunes que comparten es el marco de tiempo dentro del cual se fundaron ambas ideologías, así como alguna perspectiva social y económica. Un libro de la Association for Baháʼí Studies fue escrito como un diálogo entre las dos escuelas de pensamiento.

### Comunismo y budismo
Se ha dicho que el budismo es compatible con el comunismo dado que ambos pueden interpretarse como ateos y posiblemente comparten algunas similitudes con respecto a sus puntos de vista del mundo de la naturaleza y la relación entre la materia y la mente. Independientemente, los budistas todavía han sido perseguidos en algunos estados comunistas, notablemente China, Mongolia y Camboya bajo los Jemeres Rojos.[cita requerida]
Muchos partidarios del Viet Cong eran budistas,[cita requerida] cree firmemente en la unificación de Vietnam, y muchos se oponen a Vietnam del Sur debido a la persecución del budismo por parte del expresidente Ngo Dinh Diem durante la década de 1960. El actual Dalai Lama Tenzin Gyatso habla positivamente del marxismo a pesar de la dura persecución del pueblo tibetano por parte del gobierno chino posterior a Mao Zedong y posterior a la Revolución Cultural. El Dalai Lama afirmó además que "[de] todas las teorías económicas modernas, el sistema económico del marxismo se basa en principios morales, mientras que el capitalismo se preocupa sólo por la ganancia y la rentabilidad. [...] El fracaso del régimen en la ex Unión Soviética fue, para mí, no el fracaso del marxismo sino el fracaso del totalitarismo. Por esta razón todavía me considero mitad marxista, mitad budista".
En India, B.R. Ambedkar escribió en su ensayo Buddha or Karl Marx que "[l] os rusos están orgullosos de su comunismo. Pero olvidan que la maravilla de todas las maravillas es que Buda estableció el comunismo en lo que respecta al Sangh sin dictadura. Puede ser que fuera un comunismo a muy pequeña escala, pero fue un comunismo sin dictadura, un milagro que Lenin no pudo hacer".

## Crítica religiosa del comunismo

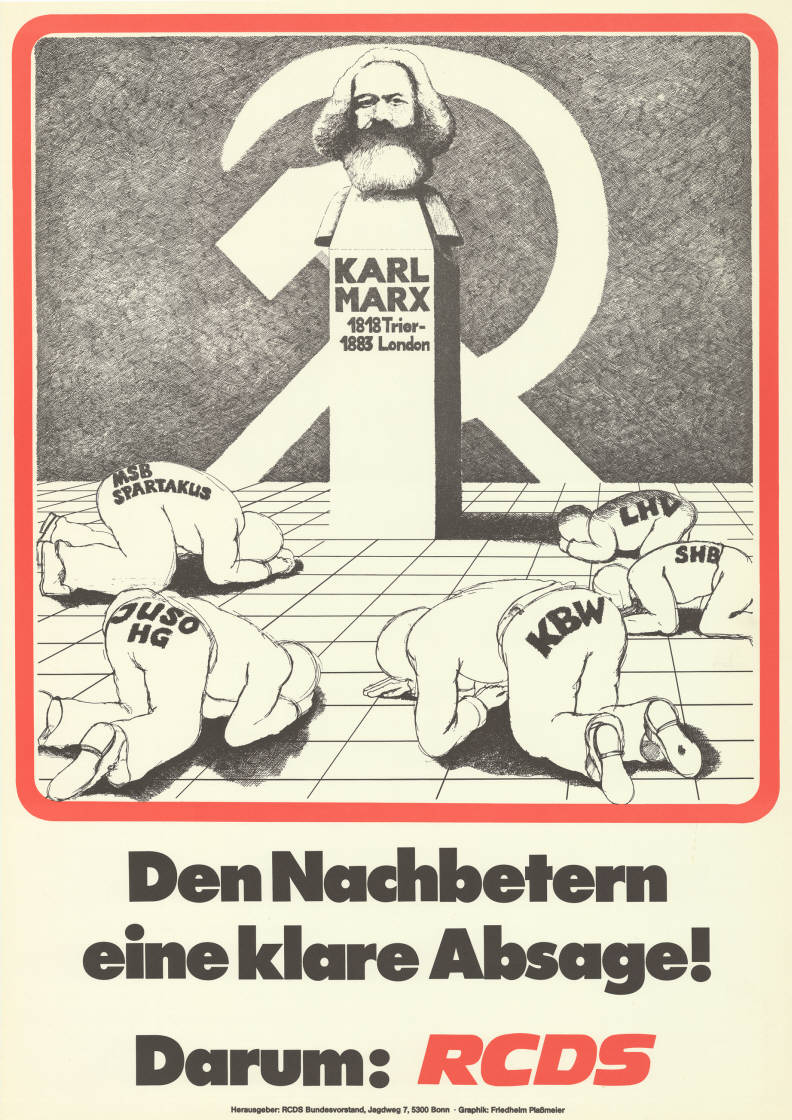
Cartel anticomunista del Círculo de Estudiantes Demócrata Cristianos (RCDS) mostrando a Marx como santo pilar venerado por estudiantiles comunistas.

Es bien sabido la valoración negativa y opuesta de la Iglesia católica al ateísmo del comunismo marxista, ya enmendado constantemente en documentos condenatorios desde la encíclica Quod apostolici muneris de León XIII (1878) y la encíclica Divini Redemptoris de Pío XI al marxismo (1937). Frente al rechazo del colectivismo comunista impuesto mediante la violencia revolucionaria se defiende la "naturalidad" de las instituciones y la propiedad privada como "condiciones necesarias para fundar una sociedad humana, ordenada y pacífica, que excluyen toda violencia al margen del Derecho y del legítimo poder coercitivo del Estado". Debido a la naturaleza atea percibida del comunismo, el comunismo marxista ha sido condenado de perseguir a la religión. 
Otra crítica sugiere que el comunismo - a pesar de sus propias afirmaciones de una base científica en el materialismo dialéctico, y sin tener en cuenta el canon abierto y evolutivo de las escrituras del marxismo desde Marx hasta Mao y más allá - es en sí mismo una religión - o al menos una "caricatura de la religión".
Teófilo Urdánoz criticó que el marxismo seduce a "mentes filosóficamente no preparadas", cuya persuasión "no reside en la fuerza de convicción de su filosofía, sino en su categoría de mito, en las promesas de redención y liberación de todos los males". En este sentido, el marxismo es una "religión atea", cuyas "doctrinas y promesas se imponen como dogmas". Giulio Girardi considera el “integrismo” marxista, cierra de toda reinterpretación, el origen de una “fe” (ya sea religiosa o social). Es una visión “monolítica”, que lleva al "totalitarismo práctico".
A lo largo del Segundo Susto Rojo de finales de los años cuarenta y cincuenta, el miedo al "comunista sin Dios" se arraigó como un epíteto y una advertencia para los Estados Unidos en un entorno global cambiante. A medida que crecía la amenaza percibida del "comunista ateo" y del materialismo al estilo de vida estadounidense, "la elección entre el americanismo y el comunismo era vital, sin lugar a concesiones".

## Lectura adicional
- Rodríguez de Yurre, Gregorio (1976). El MARXISMO. Tomo II. España, Madrid: BAC.
- Myles, Robert J. (2019). Class Struggle in the New Testament. Lanham: Fortress Academic. ISBN 978-1-9787-0209-7.
- Smolkin, Victoria/  A Sacred Space is Never Empty: A History of Soviet Atheism (Princeton UP, 2018) online reviews
- Vorpahl, Jenny; Schuster, Dirk (8 de junio de 2020). Communicating Religion and Atheism in Central and Eastern Europe (en inglés). Walter de Gruyter GmbH & Co KG. ISBN 978-3-11-054655-2.
- Guastella, Dustin (3 de abril de 2024). «Cristianismo, moral y socialismo». Jacobin Revista.